# Rams Woerthe

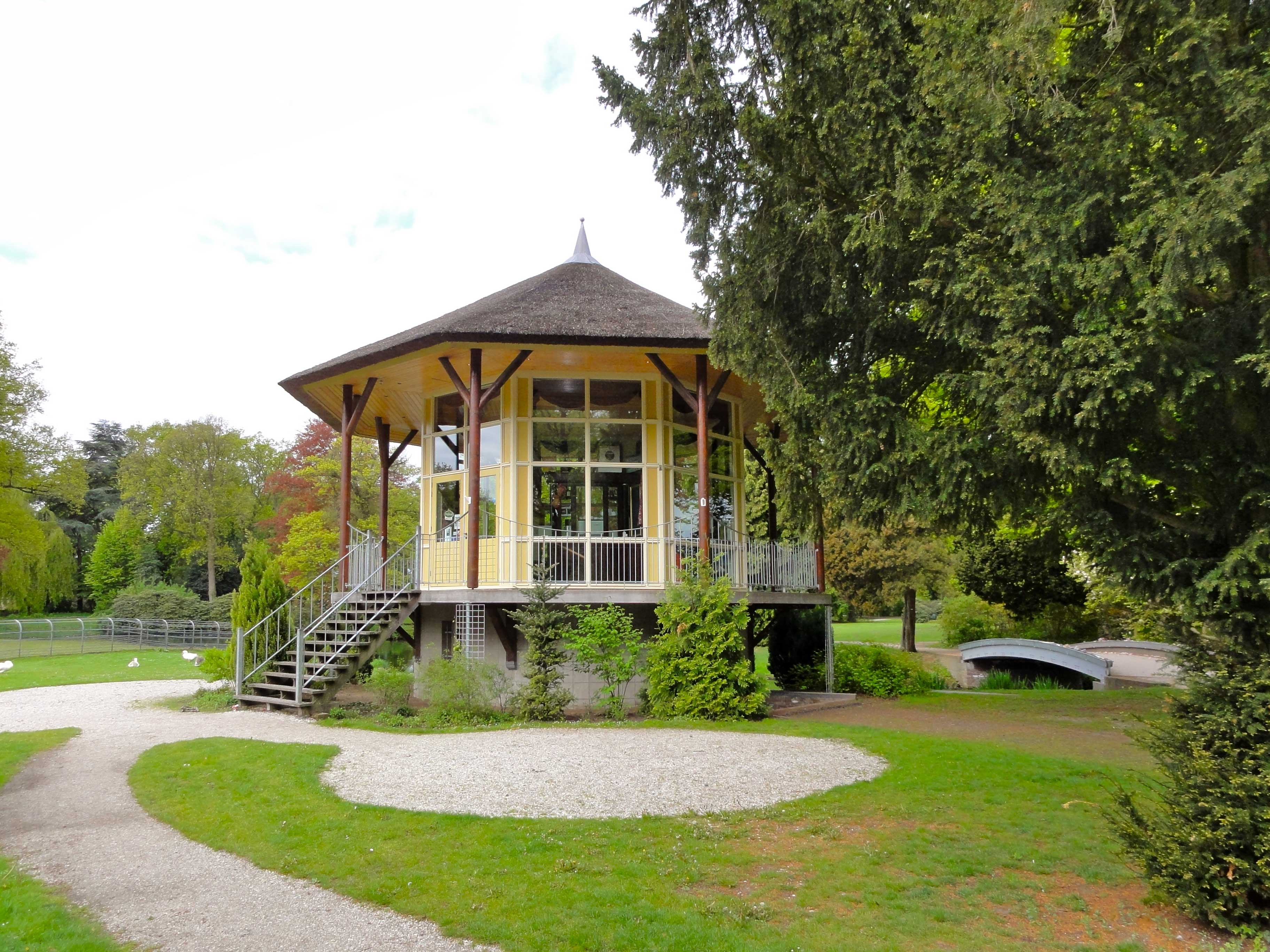
Park van Rams Woerthe (met theehuis)

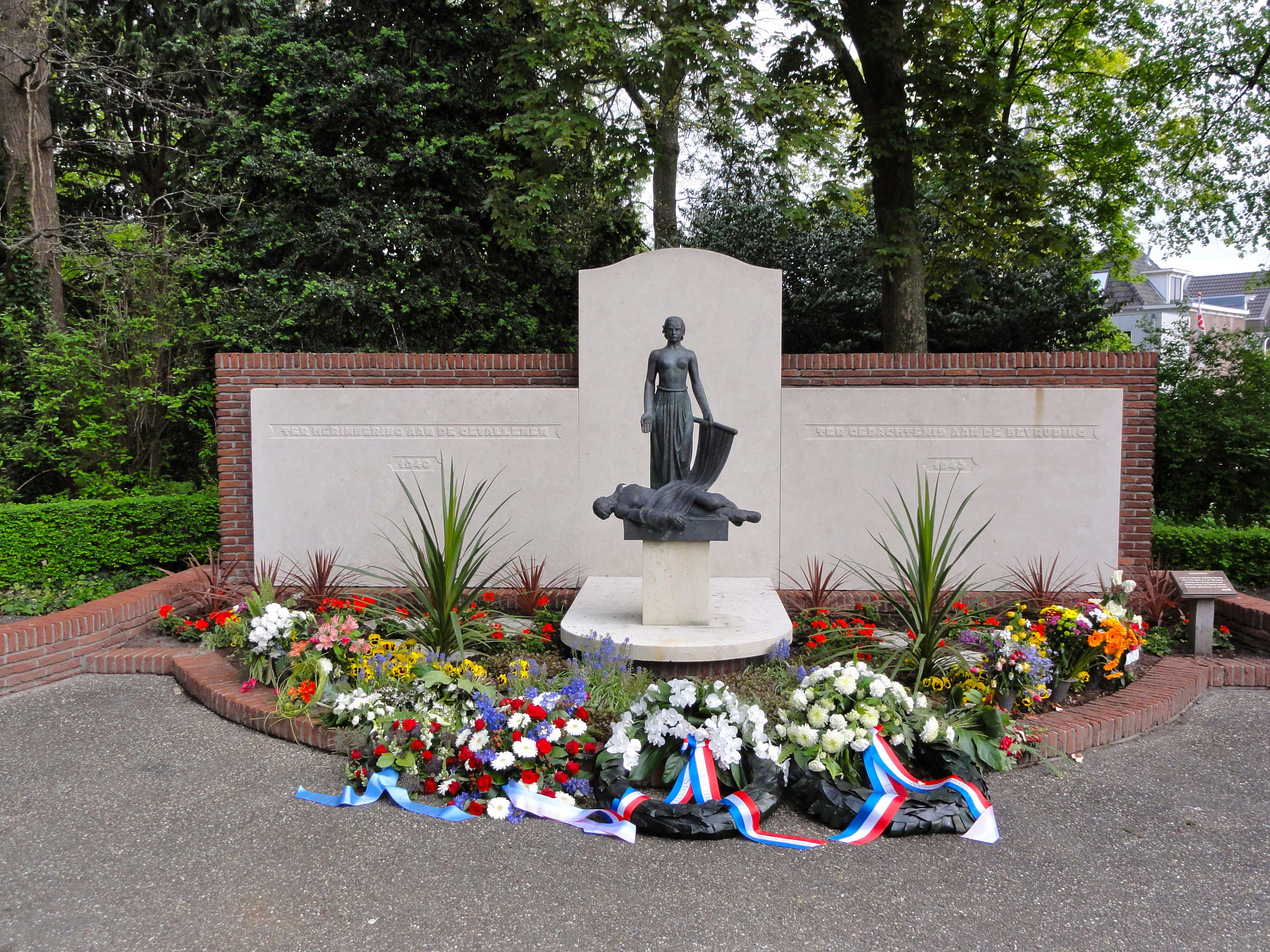
Oorlogsmonument bij Rams Woerthe door Hildo Krop

De villa Rams Woerthe in de Overijsselse stad Steenwijk werd eind 19e eeuw in opdracht van de Steenwijker industrieel en filantroop Jan Hendrik Tromp Meesters als woonhuis gebouwd.

## Geschiedenis
Het ontwerp is van A.L. van Gendt, vooral bekend als architect van het Concertgebouw in Amsterdam. Rams Woerthe, gebouwd in art-nouveau-stijl (oftewel jugendstil), kwam in 1899 gereed. De opdrachtgever Tromp Meesters heeft het huis slechts negen jaar bewoond. In 1908 overleed hij op 53-jarige leeftijd. Zijn weduwe wilde er niet blijven wonen en verkocht in 1917 het pand aan de gemeente Steenwijk voor de prijs van 90.000 gulden.
De gemeente Steenwijk vestigde er in 1919 het gemeentehuis in. Tijdens de Koude Oorlog bevond zich in de kelder van het gebouw een commandocentrum van de Bescherming Bevolking. In 1962 liet burgemeester Dingemans Wierts een wal om de villa aanleggen om dat gedeelte te beschermen tegen de fall-out van een mogelijke atoomaanval als gevolg van de Cubacrisis. Deze wal heeft er zes jaar gelegen.
Tot halverwege 2016 was de villa het bestuurscentrum van de gemeente Steenwijkerland met werkkamers voor burgemeester en wethouders. Tevens is het een trouwlocatie.
In januari 2016 werd het pand gekocht door Vereniging Hendrick de Keyser. Deze vereniging heeft de villa opengesteld voor bezoekers.

## Park
Rams Woerthe wordt omgeven door een 10 hectare groot park in Engelse landschapsstijl, naar een ontwerp van Hendrik Copijn. In het park bevindt zich een lange slingerende vijver, parallel langs de oude, tegenwoordig afgedamde, Steenwijker Aa. Er zijn circa 45 verschillende soorten bomen en heesters te zien, onder andere beuken, linden, paardenkastanjes, moerascipressen en naaldbomen. Later is er een hertenkamp aangelegd. Ook staat er een theehuis in het park.

## Rijksmonument
De villa staat in Top 100 van de Rijksdienst voor de Monumentenzorg. In het interieur zijn monumentale jugendstil-wandschilderingen van Co Breman te zien. In de entree en het trappenhuis zijn de gebrandschilderde glas-in-loodramen van Adolf le Comte te bewonderen.

## Hildo Krop Museum
In het gebouw, waar al vanaf 2002 een Kropkamer was, is sinds 2007 het Hildo Krop Museum gevestigd. In enkele zalen is een tentoonstelling te bezoeken over werk en leven van de uit Steenwijk afkomstige kunstenaar Hildo Krop, die vooral bekend is geworden als stadsbeeldhouwer van Amsterdam.